# Lukas Lindhard Jørgensen
Lukas Lindhard Jørgensen (* 31. März 1999 in Lejre) ist ein dänischer Handballspieler.

## Karriere

### Verein
Lukas Lindhard Jørgensen lernte das Handballspielen bei GOG. Beim dänischen Erstligisten debütierte der 1,94 m große Kreisläufer in der Saison 2018/19 in der Håndboldligaen und im EHF-Pokal. In der Spielzeit 2020/21 lief er für Aarhus Håndbold auf. Anschließend kehrte er zu GOG zurück. Mit dem Team von der Insel Fünen gewann er 2019 und 2023 den dänischen Pokal sowie 2022 und 2023 die dänische Meisterschaft. Seit der Saison 2023/24 steht er beim deutschen Bundesligisten SG Flensburg-Handewitt unter Vertrag. 2024 und 2025 gewann er mit der SG die EHF European League.
Zur Saison 2026/27 unterschrieb er für drei Jahre beim ungarischen Rekordmeister One Veszprém HC.

### Nationalmannschaft
Mit der dänischen Jugendnationalmannschaft gewann er bei der U-19-Weltmeisterschaft 2017 die Bronzemedaille.
Für die dänische Nationalmannschaft wurde er ohne vorherigen Einsatz in den Kader für die Weltmeisterschaft 2023 berufen, bei der er mit dem Team den Weltmeistertitel gewann. Beim Gewinn der Silbermedaille bei der Europameisterschaft 2024 kam er in allen neun Spielen zum Einsatz und warf 20 Tore. Bei den Olympischen Spielen 2024 in Paris gewann er die Goldmedaille und wurde ins All-Star-Team des Turniers gewählt. Bei der Weltmeisterschaft 2025 warf er 21 Tore in neun Partien und wurde mit dem Team erneut Weltmeister.